# Шверин (замък)
Шверинският замък (на немски: Schweriner Schloss) се намира се в град Шверин, провинция Мекленбург-Предна Померания, Германия.
Построен е по заповед на херцога на Мекленбург-Шверин в средата на 19 век с архитект Георг Адолф Демлер.
Намира се на остров, съединен с града и дворцовите градини с 2 моста. Замъкът е изграден в смесица от архитектурни стилове.
Днес в замъка помещава парламента (ландтаг) на федерална провинция Мекленбург-Предна Померания, музей и оранжерия.

## Галерия
- Тронът на великия херцог
- Оражерията
- Картичка от 1900 г.
- Замъкът отпред
- Замъкът от южната му страна